# Vincent Auriol
Pour les articles homonymes, voir Auriol.
Vincent Auriol, né le 27 août 1884 à Revel (Haute-Garonne) et mort le 1er janvier 1966 à Paris, est un homme d'État français. Il est président de la République du 16 janvier 1947 au 16 janvier 1954.
Membre de la Section française de l'Internationale ouvrière (SFIO), il est ministre des Finances de 1936 à 1937, dans le gouvernement du Front populaire dirigé par Léon Blum, puis garde des Sceaux de 1937 à 1938, dans les troisième et quatrième cabinets de Camille Chautemps. Il est aussi brièvement ministre chargé de la Coordination des services à la présidence du Conseil dans le deuxième cabinet Blum, en 1938.
Arrêté en septembre 1940 par le régime de Vichy, il participe ensuite à la Résistance. Président de l'Assemblée constituante puis de l'Assemblée nationale entre 1946 et 1947, il est élu président de la République au début de cette même année, devenant le premier à occuper cette fonction sous la IVe République et le premier chef d’État socialiste en France. Il ne brigue pas un second mandat à l’issue de son septennat.

## Situation personnelle

### Jeunesse et études
Jules Vincent Auriol est le fils unique de Jacques Antoine Auriol, artisan boulanger, et d'Angélique Virginie Durand. À l'âge de dix ans, il perd l'usage de son œil gauche pour avoir mal ajusté la détente d'un pistolet à amorces pour enfant ; il porte le restant de ses jours un œil de verre.
Il est titulaire d'une licence de droit obtenue à l'université de Toulouse en 1905, ainsi que d'une licence de philosophie, où il a suivi les cours de Jean Jaurès. Il y rencontre Marguerite Dilhan, première avocate à plaider devant la cour d’assises, alors que les femmes n'avaient pas encore le droit de vote ; leur amitié durera toute sa vie. Il est également titulaire d'un doctorat en droit.

### Parcours professionnel
Il exerce la profession d'avocat à Toulouse. Inscrit un temps aux Jeunesses libertaires, il milite ensuite à la Section française de l'Internationale ouvrière (SFIO) dès sa fondation. Ayant entendu Jean Jaurès à Toulouse, il devient socialiste et fonde avec Albert Bedouce (député de Haute-Garonne), le journal Le Midi socialiste. Créé en 1908, ce quotidien a eu une réelle influence dans la vie politique régionale du début du XXe siècle, du fait de la personnalité de certains de ses collaborateurs : Vincent Auriol lui-même, Albert Bedouce, Jean Jaurès, Alexandre Varenne, Paul Ramadier, etc. Outre l'édition toulousaine, il comprenait une vingtaine d’éditions locales couvrant les anciennes régions Midi-Pyrénées et Languedoc-Roussillon, et plus partiellement le Limousin, l'Aquitaine et l'Auvergne.

### Vie privée
En 1912, Vincent Auriol épouse Michelle Aucouturier, fille de Michel Aucouturier, maître-ouvrier verrier à Carmaux, syndicaliste (ami et compagnon de carrière de Jean Jaurès) et fondateur d'une verrerie coopérative à Albi. Vincent et Michelle Auriol ont un fils prénommé Paul. Ce dernier fait carrière au sein d'Électricité de France et épouse en 1938 Jacqueline Douet, qui deviendra en 1948 l'aviatrice Jacqueline Auriol, deuxième femme pilote d'essai en France après Adrienne Bolland.

## Parcours politique

### Premiers mandats de député (1914-1926)

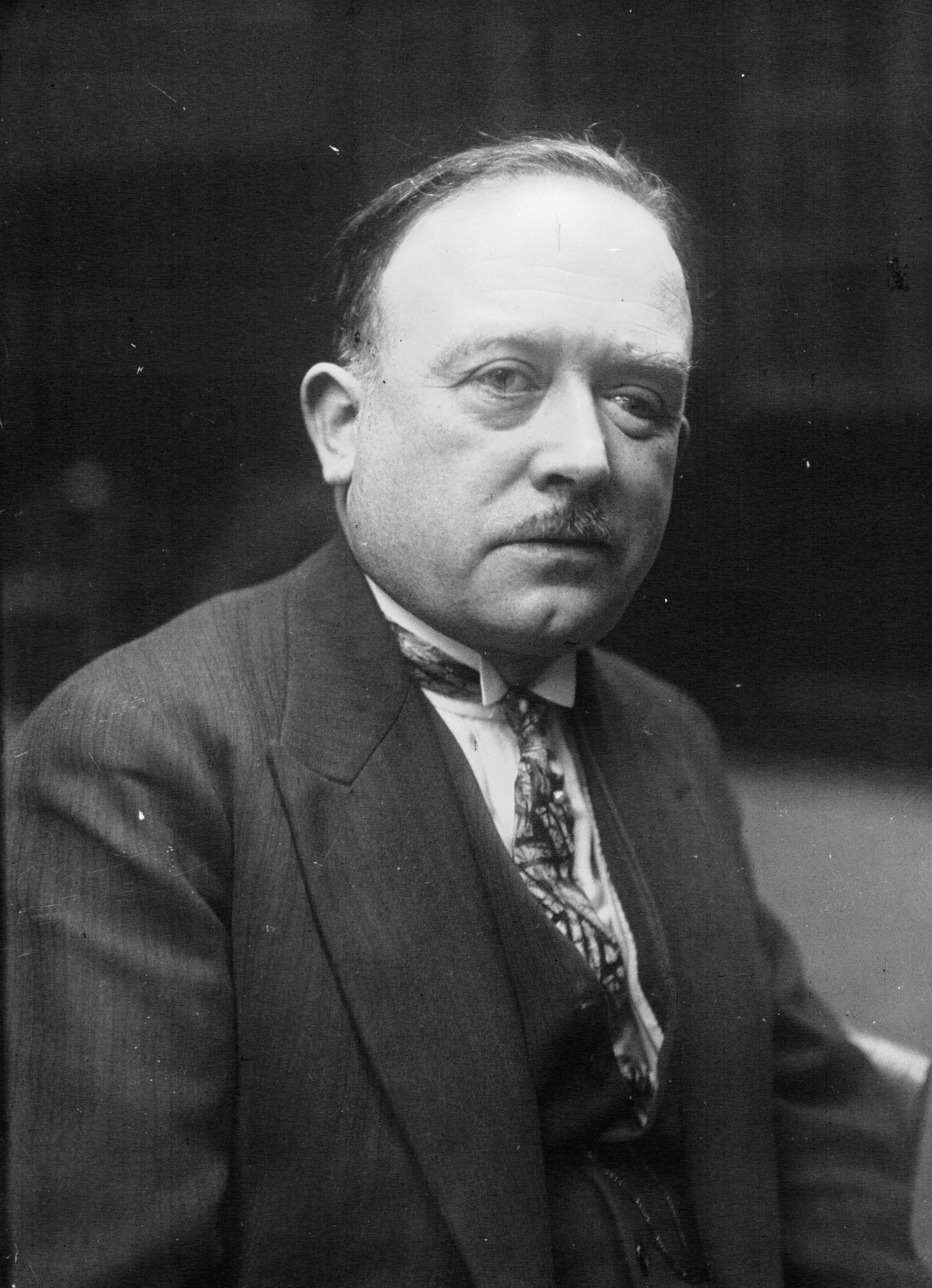
Vincent Auriol député en 1927.

Fin stratège, Auriol s'impose comme l'un des membres influents du parti socialiste dans le Sud-Ouest après l'assassinat de Jean Jaurès.
Du 10 mai 1914 à juin 1940, il est élu député de Muret (Haute-Garonne) à l'Assemblée nationale, puis maire de cette même ville en 1925, secrétaire du groupe socialiste à la Chambre des députés à partir de 1928, il devient progressivement l'expert financier du parti socialiste puis un de ses principaux représentants.
Il fait adopter par la SFIO en 1921, puis par l'ensemble des partis socialistes européens en 1922, un plan de redressement prévoyant la création d'un Office central qui se chargerait de toutes les régions sinistrées et qui serait financé par des prêts à long terme consentis par le gouvernement. L'Allemagne paierait, via cet organisme, ses réparations, par des prélèvements sur les dividendes de ses banques et industries. Mais les socialistes ne sont alors pas assez puissants pour imposer un tel projet.
De 1924 à 1926, sous le Cartel des gauches, Vincent Auriol préside la commission des finances de la Chambre des députés. Il soutient Léon Blum dans tous les congrès. Lors de la victoire électorale du Front populaire (mai 1936 à avril 1938), on parle de Auriol pour prendre le poste de président du Conseil des ministres, mais il milite activement pour que Blum soit nommé à cette fonction.

### Membre du gouvernement (1936-1940)
Du 4 juin 1936 au 21 juin 1937, Auriol est ministre des Finances dans le premier gouvernement de Léon Blum qui forme le Front populaire.
Vincent Auriol est ensuite ministre de la Justice, du 29 juin 1937 au 14 janvier 1938, dans le troisième gouvernement de Camille Chautemps.
Du 13 mars au 10 avril 1938, il est ministre de la Coordination des Services à la Présidence du Conseil dans le deuxième gouvernement de Léon Blum, dont la démission met fin au Front populaire (avril 1938).
Vincent Auriol est hostile aux accords de Munich (septembre 1938), mais il vote tout de même en leur faveur. Il est favorable à l'intervention en Espagne.
Pendant la « drôle de guerre », il est favorable à une attaque préventive contre l'Italie. Il est l'un des quatre-vingts parlementaires à refuser de voter les pleins pouvoirs au maréchal Pétain, le 10 juillet 1940. En contact permanent avec Blum, entre mai et septembre 1940, il le fait cacher chez son ami Eugène Montel, dont le gendre possède une demeure à Colomiers, près de Toulouse, le château de l'Armurié.

### Pendant la Seconde Guerre mondiale (1939-1945)

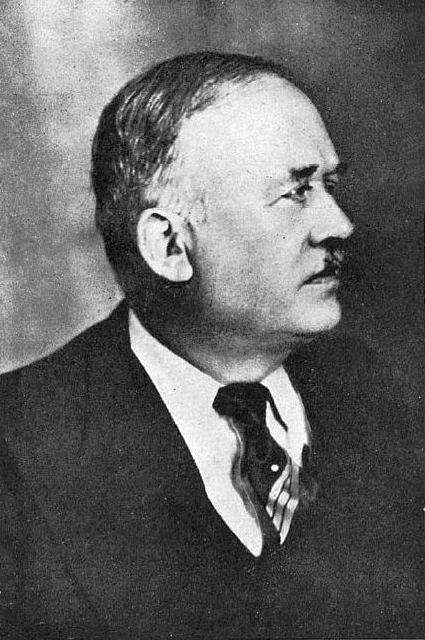
Vincent Auriol en 1945.

En septembre 1940, le gouvernement de Vichy le fait arrêter en même temps qu'Eugène Montel et Léon Blum à Colomiers (Haute-Garonne) au château de l'Armurié. Vincent Auriol est d'abord incarcéré à Pellevoisin (Indre) puis à Vals-les-Bains (Ardèche) et entretient une correspondance avec Léon Blum, où il se montre tout à fait optimiste sur la victoire des démocraties face au nazisme et au fascisme. Vichy fait mener une enquête sur lui, mais le tribunal civil de Muret prononce un non-lieu. Il est libéré pour raisons de santé et placé en résidence surveillée en août 1941. De sa maison, il conseille les socialistes résistants.
En 1942, il passe à la clandestinité et entre dans la Résistance. Il écrit Hier et demain, qui sera publié en 1944 à Alger, et dans lequel il entame une réflexion sur les institutions qui, selon lui, devraient remplacer celles de la IIIe République. En 1943, il parvient à rejoindre Londres en avion et se met au service du général de Gaulle. L'année suivante, il est président de la Commission des Finances de l'Assemblée consultative d'Alger et adhère à l'Union des évadés de France.

### Président du conseil général de la Haute-Garonne (1945)
Le 21 octobre 1945, il est élu député de la Haute-Garonne à la première Assemblée constituante.
En octobre 1945, usant de son entregent parisien, il est élu président du conseil général de la Haute-Garonne.

### Ministre d'État dans le gouvernement de Gaulle (1945-1946)

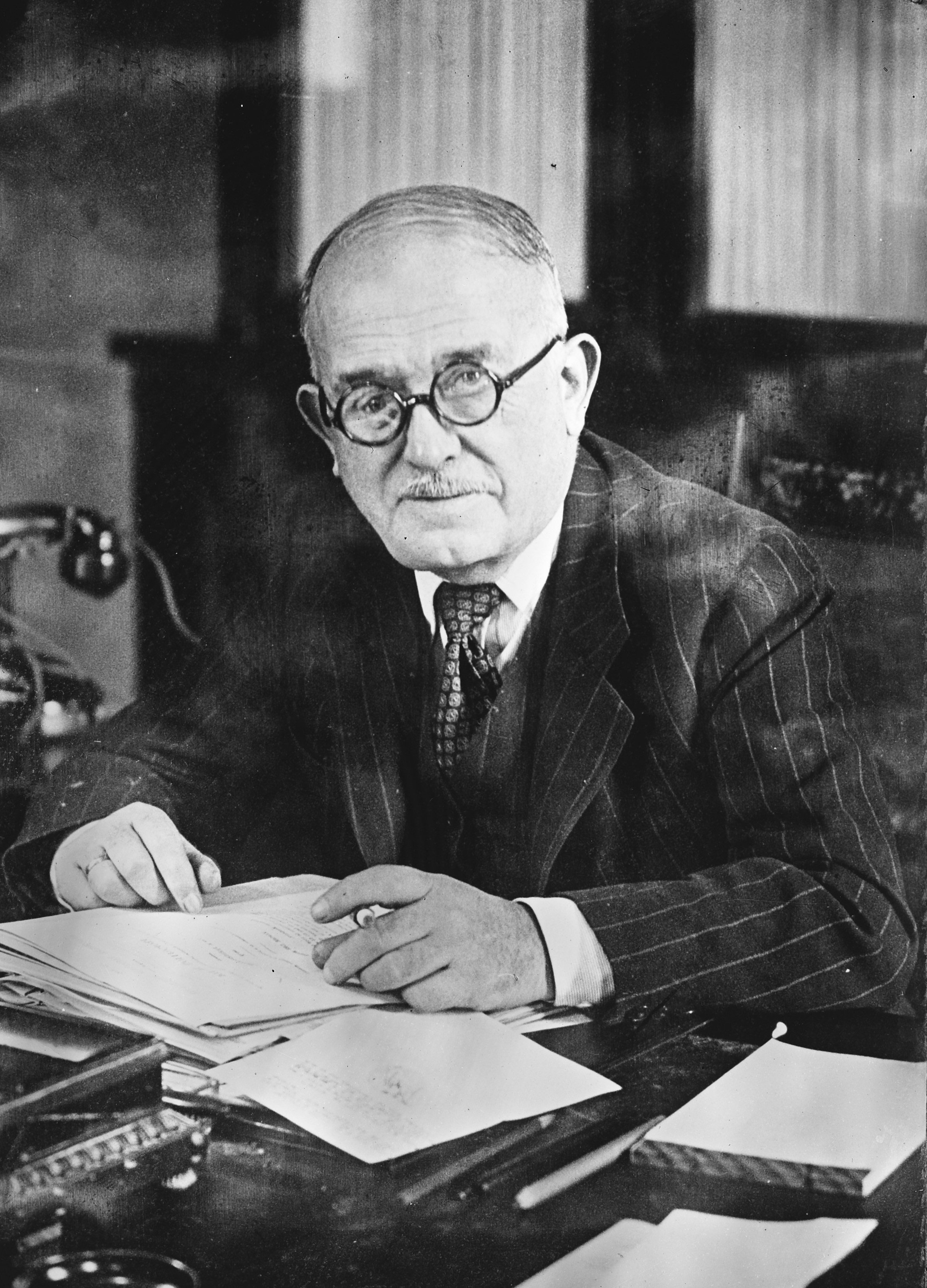
Vincent Auriol en 1946.

Du 21 novembre 1945 au 23 janvier 1946, Auriol est ministre d'État dans le deuxième gouvernement du général de Gaulle.

### Président à l'Assemblée nationale constituante (1946)
Le 31 janvier 1946, il devient président de la première Assemblée constituante en succédant à Félix Gouin qui est élu à la présidence du gouvernement provisoire.
Le 2 juin 1946, il est réélu député de la Haute-Garonne et continue de présider l'Assemblée constituante, chargée de mettre en œuvre la future Constitution.

### Président de l'Assemblée nationale (1946-1947)
Le 10 novembre 1946, il est réélu député de la Haute-Garonne à l'Assemblée nationale, qui l'élit à sa présidence le 3 décembre 1946.
C'est à ce titre que le 16 janvier 1947, il préside le Parlement réuni à Versailles pour l'élection présidentielle dont il sort vainqueur et qui met fin à son mandat de président de l'Assemblée nationale, repris par Édouard Herriot.

### Président de la République (1947-1954)

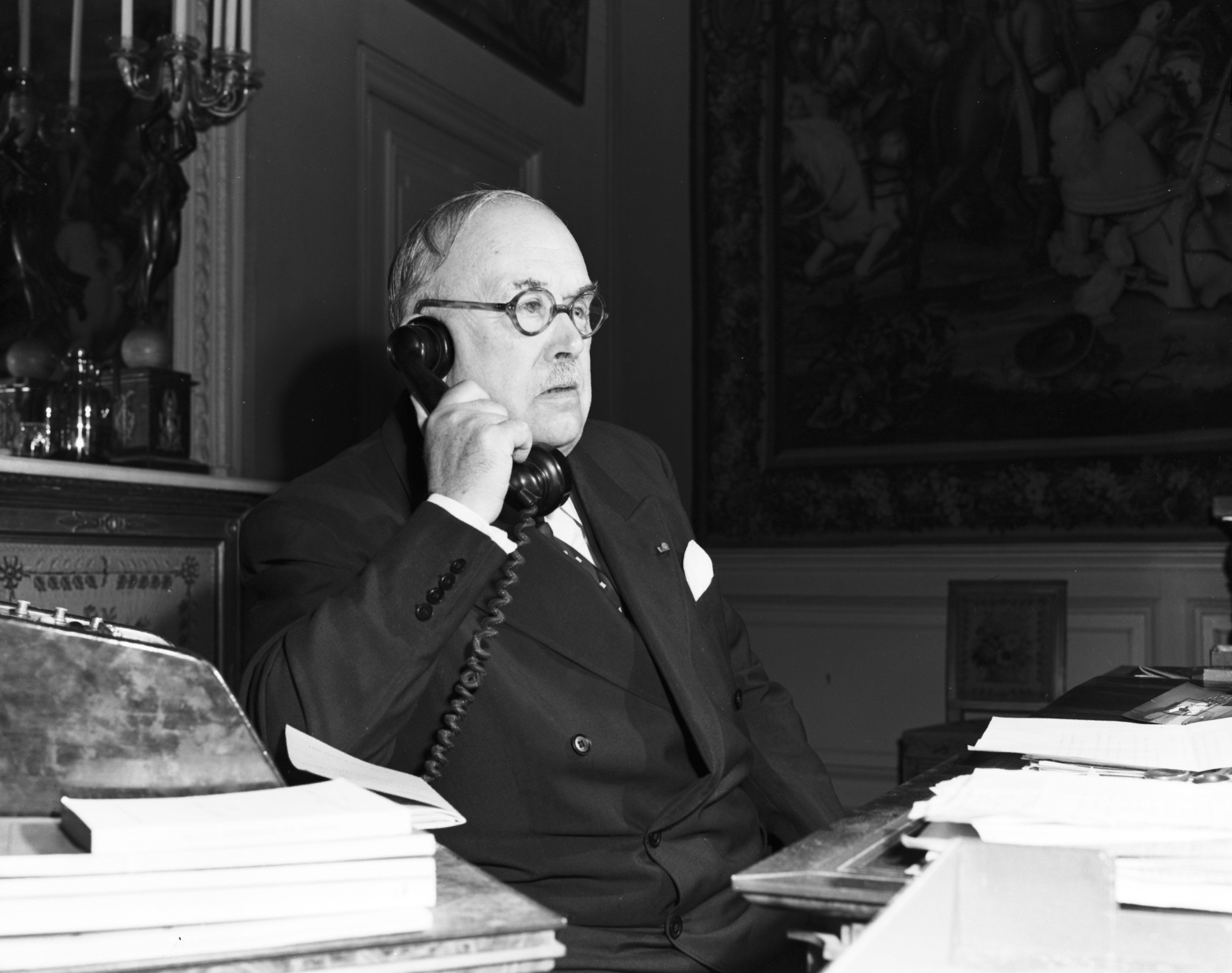
Vincent Auriol en 1948.

Lors de l’élection présidentielle de janvier 1947, Auriol est élu premier président de la IVe République, le Parlement réuni en congrès à Versailles l’ayant désigné par 452 voix, contre 242 à Auguste Champetier de Ribes (MRP), 122 à Jules Gasser (radical) et 60 à Michel Clemenceau (droite).
Après son investiture au palais de l'Élysée, le nouveau président de la République affiche clairement son ambition de faire du chef de l'État un véritable arbitre entre les différentes institutions nationales, n'entendant guère être un « président soliveau ». Il entend ainsi « arbitrer les diverses opinions dans le sens de la volonté populaire et de l'intérêt collectif » en précisant que « [s]es conseils s'arrêtent au seuil de la décision ». Mais les crises ministérielles successives auxquelles est confrontée la fragile IVe République ne cessent pas : en première ligne, car étant le mandant du président du Conseil des ministres, le président Auriol est ainsi caricaturé dans de nombreux dessins de presse. Le dessinateur Jean Sennep, par exemple, met en scène, dans un dessin publié dans Le Figaro du 9 septembre 1948, le président Auriol, vraisemblablement fatigué, rédigeant un emploi du temps quant aux personnalités nommées à la présidence du Conseil au jour le jour.
À l'occasion de son mandat, Vincent Auriol, soutenu par son épouse, fait remanier le palais de l'Élysée.
Vincent Auriol ne brigue pas un second mandat présidentiel et quitte ses fonctions le 16 janvier 1954. René Coty (CNIP) lui succède.

### Membre du Conseil constitutionnel (1959-1966)

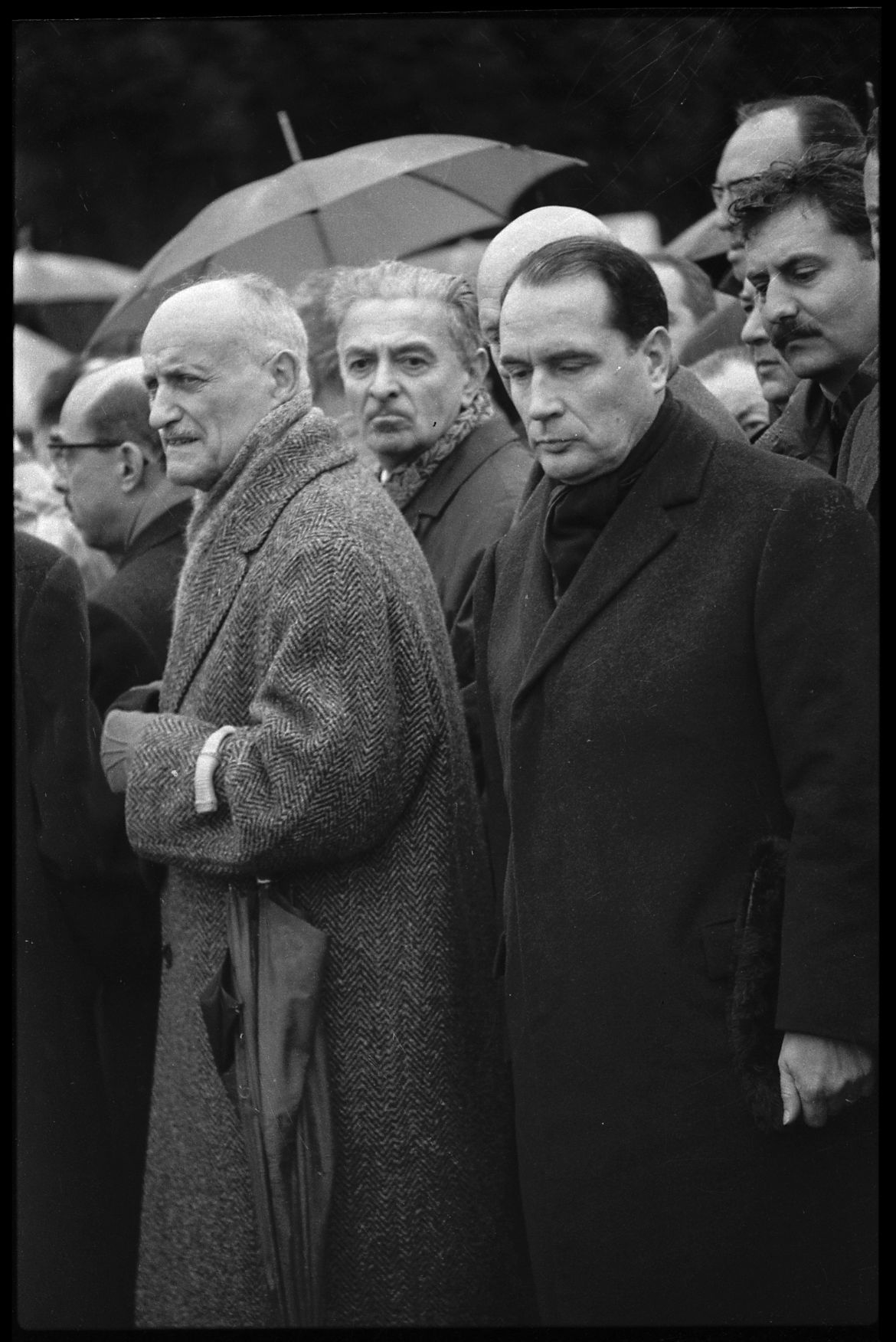
François Mitterrand (à droite) aux obsèques de Vincent Auriol (Muret, 1966).

Vincent Auriol finit par souscrire à l'appel au général de Gaulle en 1958, mais, rapidement en désaccord avec Guy Mollet, il quitte la SFIO en 1958 et profite de son statut d'ancien président et de chef historique du socialisme français pour collecter des fonds auprès des partis membres de l'Internationale socialiste au profit du nouveau Parti socialiste autonome (PSA).
En 1959, il devient membre de droit du Conseil constitutionnel. En cette qualité, il œuvre en faveur des prérogatives du Parlement, nuisant à sa crédibilité auprès des autres membres du Conseil. Il cesse de se rendre aux réunions dès 1960, pour protester contre l'interprétation particulièrement restrictive des compétences du Conseil et du Parlement qu'a le général de Gaulle, plusieurs lois, dont la loi Debré sur l'enseignement scolaire, ayant été votées sans que le Conseil constitutionnel soit consulté[réf. nécessaire], contre le refus du président de Gaulle de convoquer une session extraordinaire en mars 1960 et du fait de la non-annulation d'élections législatives, qu'il juge truquées, en Algérie. « Cette désinvolture à l'égard de la souveraineté nationale et de notre charte fondamentale oriente le régime constitutionnel de 1958 vers un système de pouvoir personnel et arbitraire en opposition avec les principes et les règles essentiels de la démocratie. », déclara Vincent Auriol dans une lettre du 25 mai 1960. Vincent Auriol revient lors des séances des 3, 5 et 6 novembre 1962,,, ; à l’occasion de cette dernière séance, il vote l'inconstitutionnalité de la loi référendaire modifiant le mode d'élection du président de la République,. Son soutien à la candidature de François Mitterrand, lors de l'élection présidentielle de 1965, est son dernier engagement politique.

## Mort et obsèques

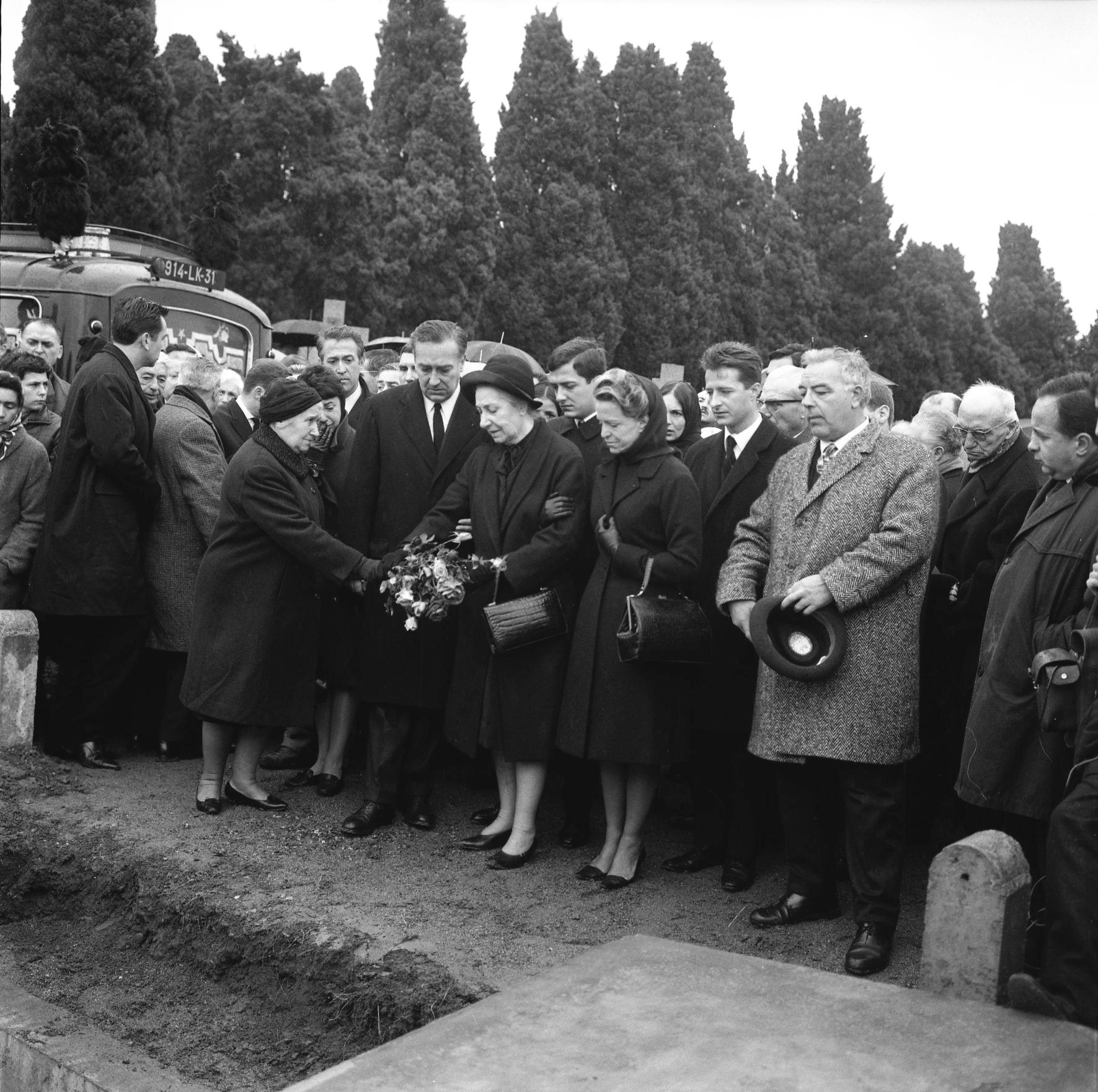
Obsèques de Vincent Auriol.

Il meurt le 1er janvier 1966 à Paris, à l'âge de 81 ans, au 11, quai Branly (7e). Son corps est transféré au 2, quai Branly, où le général de Gaulle vient s'incliner le lendemain. Le président Auriol est inhumé au cimetière de Muret (Haute-Garonne) après des obsèques civiles célébrées dans une relative intimité.

## Détail des mandats et fonctions

### À la présidence de la République
- 16 janvier 1947 – 16 janvier 1954 : président de la République française

### Au gouvernement
- 4 juin 1936 – 22 juin 1937 : ministre des Finances
- 22 juin 1937 – 18 janvier 1938 : ministre de la Justice
- 11 mars – 10 avril 1938 : ministre de la Coordination des Services à la Présidence du Conseil
- 22 novembre 1945 – 20 janvier 1946 : ministre d'État, sans portefeuille

### Au Parlement
- 1914-1940 : député de la Haute-Garonne (1914-1940)
- 1945-1946 : membre des deux Assemblées nationales constituantes
- 31 janvier 1946 – 27 novembre 1946 : président des première et deuxième Assemblées nationales constituantes
- 1946-1947 : député de la Haute-Garonne
- 3 décembre 1946 – 20 janvier 1947 : président de l'Assemblée nationale (chef de l’État de facto)

### Au niveau local
- 1925-1946 : maire de Muret
- 1928-1946 : conseiller général de la Haute-Garonne, élu dans le canton de Carbonne

### Autres
- 5 mars 1959 – 1er janvier 1966 : membre de droit du Conseil constitutionnel (ne siège plus à partir de 1962)
- 1957-1966 : président de La Jeunesse au plein air

## Décorations
France
- Grand-croix de la Légion d'honneur (16 janvier 1947) et grand maître de l'ordre (1947-1954) en tant que président de la République[19]
- Médaille de la Résistance française avec rosette (décret du 16 juin 1946)[20]
- Croix du combattant volontaire de la Résistance

Étranger
- Grand-croix de l'ordre national de 32 États dans le monde[21]
- Grand-croix de l'ordre de Saint-Olaf, ( Norvège)
- Grand-croix de l'ordre National Honneur et Mérite, ( Haïti), le 8 décembre 1953[22]

## Œuvres
- Hier et demain, 1944 (écrit pendant la Seconde Guerre mondiale).
- Journal du septennat, éd. Tallandier, 2004 (version complète).
- Dix années d'administration socialiste 1925-1935, éd. Commune de Muret, 1935.
- Mon septennat 1947-1954, éd. nrf Gallimard, 1970.

- Les papiers personnels de Vincent Auriol sont conservés aux Archives nationales, sur le site de Pierrefitte-sur-Seine, sous la cote 552AP : Inventaire du fonds.

- Le Musée Clément Ader et des grands hommes, à Muret, a été fondé dans sa villa, où plusieurs salles lui sont consacrées, notamment sa bibliothèque personnelle laissée intacte.

## Hommages
- Un collège-lycée porte son nom dans sa ville natale de Revel.
- Un boulevard du 13e arrondissement de Paris porte son nom.
- 147 lieux publics portent le nom de Vincent Auriol[23].
- Un pont sur le fleuve Niger à Bamako porta le nom de Vincent Auriol jusqu'à l'indépendance du Soudan français devenu Mali le 22 septembre 1960. Vincent Auriol en avait posé la première pierre en avril 1947, mais le pont ne fut inauguré qu'en janvier 1960. Il fut rebaptisé « pont de Badalabougou » après l'indépendance, puis « pont des Martyrs » après la chute du Président Moussa Traoré en 1991.